# Triptila septentrionalis
Triptila septentrionalis là một loài bướm đêm trong họ Geometridae.